# Udny Yule
Udny Yule   (Morham, 18 de febrer de 1871 - Cambridge, 26 de juny de 1951) FRS, conegut com a Udny Yule, va ser un estadístic nascut a Morham, Escòcia i va morir a Cambridge, Regne Unit l'any 1951. Les seves aportacions teòriques i pràctiques van ser importants en el context de la correlació i la regressió. Els seus treballs publicats abasten fins a la primera dècada del segle xx.
La distribució de Yule-Simon, una distribució discreta, rep aquest nom en honor seu i el de Herbert Simon. L'any 1921 George Udny Yule va esdevenir membre de la Royal Society.

## Educació i Ensenyament
Udny Yule va ser educat a Winchester College i a l'edat de 16 anys va ingressar al University College de Londres on va estudiar enginyeria. Graduat el 1890 dos anys més tard se’n va anar a Bonn on va treballar en física experimental sota la direcció de Heinrich Rudolf Hertz i va publicar quatre articles sobre ones elèctriques. L'estiu de 1893 Yule va tornar a University College per treballar amb Karl Pearson, un dels seus antics professors. Pearson començava a treballar amb estadístiques i Yule el va seguir a aquest nou camp. l'any 1895 publica “On the correlation of total pauperism with proportion of out-relief” on va introduir els coeficients de correlació a taules de doble entrada.
L'any 1895 va ser nomenat membre de la Royal Statistical Society i el 1897 publica “On the theory of Correlation” introduint l'ús dels mínims quadrats a la correlació i la seva aplicació a les ciències socials. Yule va ser professor ajudant però l'any 1899 ho va deixar per un treball millor remunerat com a Secretari de la Junta d'Examens de la Ciutat i els Gremis del London Institute.
Va continuar publicant articles i un llibre de text molt influent “Introduction to the Theory of Statistics” (1911); basat en les classes impartides a l'University College. Aquest mateix any va rebre la Medalla Guy d'or de la Royal Statistical Society.
El 1912 Yule es va traslladar a la Universitat de Cambridge ocupant una càtedra de nova creació en Estadística i va romandre a Cambridge per a la resta de la seva vida. Durant la Primera Guerra Mundial Yule va treballar per a l'exèrcit i després pel Ministeri d'Alimentació. Un atac de cor el 1931 el va deixar semi-invàlid, la qual cosa no va anticipar la seva jubilació. Gairebé va deixar de publicar però en la dècada de 1940 va trobar nous centres d'interés, un dels quals van donar lloc al llibre, “The Statistical Study of Literary Vocabulary”.

## Contribucions científiques
Yule va ser un escriptor prolífic, el punt culminant de les seves publicacions és potser el llibre de text “Introduction to the Theory of Statistics” que va passar per catorze edicions. Membre actiu en la Royal Statistical Society, en va ser com el seu President des de 1924 fins a 1926.
El primer article que va publicar, el 1895, va ser “On the Correlation of Total Pauperism with Proportion of Out-relief”. Yule estava interessat en l'aplicació de les tècniques estadístiques als problemes socials. Durant molts anys els únics membres interessats en l'Estadística Matemàtica eren Yule, Francis Edgeworth i A. Bowley. En 1897-1899 Yule va escriure importants articles sobre correlació i regressió i després de 1900 va treballar en una teoria paral·lela d'associació. El seu punt de vista sobre l'associació era molt diferent del de Pearson i les relacions entre ells es va deteriorar. Yule tenia amplis interessos i entre els seus col·laboradors va incloure al meteoròleg agrícola R. H. Hooker, al metge Major Greenwood i el científic agrícola Sir Frank Engledow. La simpatia de Yule cap a la recent redescoberta teoria de Mendel de la genètica el va portar a publicar diversos treballs.
A la dècada de 1920 Yule va escriure tres articles molt influents sobre l'anàlisi de sèries temporals, " On the time-correlation problem" (1921), una crítica al mètode de la diferència variable, una investigació d'una forma de correlació espúria (1926) i " On a Method of Investigating Periodicities in Disturbed Series, with Special Reference to Wolfer's Sunspot Numbers " (1927), que utilitza un model autoregressiu per modelar la sèrie temporal de taques solars en lloc del mètode del periodograma establert per A. Schuster.
L'any 1925 Yule va publicar el treball "A Mathematical Theory of Evolution, based on the Conclusions of Dr. J. C. Willis, F.R.S", [4] en el qual proposa un procés estocàstic que condueix a una distribució amb una cua segons una llei potencial, en aquest cas, la distribució d'espècies i gèneres. Més tard aquest fenomen es va denominar un procés de Yule, encara que avui és més conegut com de l'afecció preferencial. Herbert A. Simon va anomenar la distribució resultant com a distribució de Yule en honor seu.
L'any 1952 Frank Yates va culminar la nota necrològica de Yule dient:
"En resum podem, crec, justament arribar a la conclusió que tot i que Yule no va desenvolupar completament les noves branques de la teoria estadística, va donar els primers passos en moltes de les direccions que més tard han provat ser línies fructíferes per seguir avançant ... Certament podem afirmar amb raó que ha sigut un dels pioners de l'estadística moderna ".
Yule va fer importants contribucions a la teoria i a la pràctica de la correlació, la regressió, i l'associació, així com a l'anàlisi de sèries temporals. Va ser pioner en l'ús de les afeccions preferencials en el processos estocàstics per explicar l'origen de la distribució de llei de les potències.
Encara que Yule va ensenyar a Cambridge durant vint anys, va tenir poc impacte en el desenvolupament de l'Estadística precisament a Cambridge. M. S. Bartlett el va recordar com "mentor" però la seva famosa col·laboració amb Maurice Kendall, amb qui va revisar la “Introduction to the Theory of Statistics”, només es va produir després de Kendall ja s'havia graduat.

## Selecció de treballs
- Yule, G. U. (1896). "On the Significance of Bravais' Formulae for Regression, &c., in the Case of Skew Correlation". Proceedings of the Royal Society of London (1854-1905) 60: 477–426. DOI:10.1098/rspl.1896.0075.
- Yule, G. U.; Pearson, K. (1901). "On the Theory of Consistence of Logical Class-Frequencies, and Its Geometrical Representation". Philosophical Transactions of the Royal Society A: Mathematical, Physical and Engineering Sciences 197 (287–299): 91. DOI:10.1098/rsta.1901.0015.
- Yule, G. U. (1900). "On the Association of Attributes in Statistics: With Illustrations from the Material of the Childhood Society". Philosophical Transactions of the Royal Society A: Mathematical, Physical and Engineering Sciences 194 (252–261): 257–226. DOI:10.1098/rsta.1900.0019.
- Yule, G. U. (1907). "On the Theory of Correlation for any Number of Variables, Treated by a New System of Notation". Proceedings of the Royal Society A: Mathematical, Physical and Engineering Sciences 79 (529): 182–126. DOI:10.1098/rspa.1907.0028.
- G. Udny Yule Introduction to the Theory of Statistics London: Griffin. 1911.
- Yule, G. U. (1927). "On a Method of Investigating Periodicities in Disturbed Series, with Special Reference to Wolfer's Sunspot Numbers". Philosophical Transactions of the Royal Society A: Mathematical, Physical and Engineering Sciences 226 (636–646): 267–226. DOI:10.1098/rsta.1927.0007.